# Edward Winchester
Edward Vincent Winchester (Saint John, 16 de diciembre de 1970-Hanover, Estados Unidos, 22 de abril de 2020) fue un deportista canadiense que compitió en remo.
Ganó tres medallas en el Campeonato Mundial de Remo entre los años 1996 y 2000.
Estudió en la Escuela de Periodismo de la Universidad de Ryerson, y posteriormente trabajó para la Canadian Broadcasting Company (CBC). Falleció en 2020, a los 49 años, a causa de un infarto cardíaco.

## Palmarés internacional
| Campeonato Mundial | Campeonato Mundial       | Campeonato Mundial | Campeonato Mundial      |
| Año                | Lugar                    | Medalla            | Prueba                  |
| ------------------ | ------------------------ | ------------------ | ----------------------- |
| 1996               | Motherwell (Reino Unido) | Medalla de bronce  | Ocho con timonel ligero |
| 1997               | Aiguebelette (Francia)   | Medalla de bronce  | Ocho con timonel ligero |
| 2000               | Zagreb (Croacia)         | Medalla de oro     | Dos sin timonel ligero  |